# Кедалион (пьеса)
«Кедалион» (др.-греч. Κηδαλίων) — сатировская драма древнегреческого драматурга V века до н. э. Софокла на сюжет из древнегреческих мифов. Её текст практически полностью утрачен.
Главный герой пьесы — помощник бога кузнечного дела Гефеста Кедалион. Он посадил себе на плечи ослеплённого Ориона и отнёс его к тому месту, где восходит солнце; Гелиос своими первыми лучами вернул Ориону зрение. Какую роль в пьесе играли сатиры, остаётся неясным.
Сохранилось пять коротких фрагментов пьесы. Один из них («Плетьми б, кнутами б бить вас, сужееды!») — явно обращение к сатирам.